# Diskografie Lany Del Rey
Diskografie americké zpěvačky a skladatelky Lany Del Rey se skládá z devíti studiových alb, čtyř extended plays, třiceti devíti singlů a třiceti tří hudebních videí. Del Rey podepsala smlouvu s nahrávací společností 5 Points Records v roce 2007 a následující rok vydala pod jménem Lizzy Grant své debutové EP Kill Kill. Své debutové studiové album Lana Del Ray vydala v lednu 2010. Album bylo po třech měsících staženo z prodeje.
V roce 2011 podepsala smlouvu se Stranger Records a vydala svůj první singl „Video Games“, který se dostal do top desítky v několika evropských zemích a dosáhl četného ocenění. Později toho roku podepsala smlouvu s Interscope Records a s Polydor Records, u nichž vydala své druhé studiové album Born to Die. Born to Die dosáhlo druhého místa v americké hitparádě Billboard 200 a na prvního v mnoha částech světa včetně Austrálie, Francie, Irska a Spojeného království. Bylo to páté nejlépe prodávané album v roce 2012 s celosvětovým prodejem 3,4 milionu, z čehož jen půl milionu se prodalo ve Spojených státech  Z alba vzešlo dalších pět singlů – „Born to Die“, „Blue Jeans“, „Summertime Sadness“, „National Anthem“ a „Dark Paradise“. V červenci 2013 byl vydán Cedric Gervais remix singlu „Summertime Sadness“, který se dostal na šesté místo v Billboard Hot 100, a stal se tak jejím prvním singlem, který se dostal ve Spojených státech do top desítky.
Později roku 2012 vydala Del Rey EP Paradise a reedici alba Born to Die nazvanou Born to Die: The Paradise Edition. Z Paradise pochází dva singly: „Blue Velvet“ a „Ride“. Bonusová skladba „Burning Desire“ byla použita jako promo singl. V roce 2013 složila pro filmovou adaptaci F. Scott Fitzgeraldova Velkého Gatsbyho skladbu „Young and Beautiful“ a v roce 2014 přezpívala pro film Maleficent klasickou píseň „Once Upon a Dream“.
Její třetí studiové album Ultraviolence bylo vydáno v létě roku 2014 a debutovalo na prvním místě ve dvanácti zemích. Z alba vyšlo pět singlů: „West Coast“, „Shades of Cool“, „Ultraviolence“, „Brooklyn Baby“ a „Black Beauty“. Koncem července téhož roku prodalo album celosvětově přes milion kopií. V prosinci 2014 nahrála Del Rey pro film Big Eyes od Tima Burtona písně „Big Eyes“ a „I Can Fly“.
V roce 2015 se Lana Del Rey objevila na albu We Fall od Emila Haynieho na skladbě „Wait for Life“. Také nazpívala píseň „Life Is Beautiful“ pro trailer k filmu Věčně mladá. Toho roku se také objevila na albu Beauty Behind the Madness od The Weeknd na písni „Prisoner“, která se dostala na 47. místo v americkém Billboard Hot 100. V září 2015 vydala své čtvrté studiové album Honeymoon, které bylo kritiky přijato velmi kladně. Album debutovalo na druhém místě v Billboard 200 a na prvním v Austrálii, Řecku a Irsku. Z alba vyšly dva singly: „High by the Beach“ a „Music to Watch Boys To“. K písni „Freak“ byl vydán krátký film, který měl premiéru 9. února 2016. Písně „Terrence Loves You“ a „Honeymoon“ byly vydány jako promo singly. Na konci roku přezpívala píseň „Some Things Last a Long Time“ od Daniela Johnstona pro jeho krátký film Hi, How Are You Daniel Johnston?
V roce 2016 se Del Rey objevila na albu Starboy od The Weeknd na písních „Party Monster“ a „Stargirl Interlude“.
V únoru 2017 vydala singl „Love“ ze svého pátého studiového alba Lust for Life.

## Studiová alba
| Rok  | Album                                               | Detaily | Nejvyšší umístění v hitparádě | Nejvyšší umístění v hitparádě | Nejvyšší umístění v hitparádě | Nejvyšší umístění v hitparádě | Nejvyšší umístění v hitparádě | Nejvyšší umístění v hitparádě | Nejvyšší umístění v hitparádě | Nejvyšší umístění v hitparádě | Nejvyšší umístění v hitparádě |
| Rok  | Album                                               | Detaily | AUS                           | CZE                           | FRA                           | KAN                           | NĚM                           | RAK                           | ŠVÝ                           | UK                            | USA                           |
| ---- | --------------------------------------------------- | --- | ----------------------------- | ----------------------------- | ----------------------------- | ----------------------------- | ----------------------------- | ----------------------------- | ----------------------------- | ----------------------------- | ----------------------------- |
| 2010 | Lana Del Ray                                        | - Vydáno: 4. ledna 2010 - Vydavatelství: 5 Points - Formát: Digitální stažení                                | –                             | –                             | –                             | –                             | –                             | –                             | –                             | –                             | –                             |
| 2012 | Born to Die                                         | - Vydáno: 30. ledna 2012 - Vydavatelství: Polydor, Interscope - Formát: Digitální stažení, CD, LP            | 1                             | 5                             | 1                             | 3                             | 1                             | 1                             | 1                             | 1                             | 2                             |
| 2014 | Ultraviolence                                       | - Vydáno: 13. června 2014 - Vydavatelství: Polydor, Interscope - Formát: Digitální stažení, CD, LP           | 1                             | 4                             | 2                             | 1                             | 3                             | 5                             | 2                             | 1                             | 1                             |
| 2015 | Honeymoon                                           | - Vydáno: 18. září 2015 - Vydavatelství: Polydor, Interscope - Formát: Digitální stažení, CD, LP             | 1                             | 7                             | 3                             | 3                             | 4                             | 4                             | 3                             | 2                             | 2                             |
| 2017 | Lust for Life                                       | - Vydáno: 21. července 2017 - Vydavatelství: Polydor, Interscope - Formát: Digitální stažení, CD, LP         | 1                             | 2                             | 3                             | 1                             | 8                             | 5                             | 2                             | 1                             | 1                             |
| 2019 | Norman Fucking Rockwell                             | - Vydáno: 30. srpna 2019 - Vydavatelství: Polydor, Interscope - Formát:                                      |                               |                               |                               |                               |                               |                               |                               |                               |                               |
| 2021 | Chemtrails over the Country Club                    | - Vydáno: 19. března 2021 - Vydavatelství: Polydor, Interscope - Formát: Digitální stažení, CD, LP           |                               |                               |                               |                               |                               |                               |                               |                               |                               |
| 2021 | Blue Banisters                                      | - Vydáno: 22. října 2021 - Vydavatelství: Polydor, Interscope - Formát: Digitální stažení, CD, LP            |                               |                               |                               |                               |                               |                               |                               |                               |                               |
| 2023 | Did You Know That There's a Tunnel Under Ocean Blvd | - Vydáno: 24. března 2023 - Vydavatelství: Polydor, Interscope - Formát: Digitální stažení, CD, LP           |                               |                               |                               |                               |                               |                               |                               |                               |                               |
| 2025 | The Right Person Will Stay                          | - Plánované vydání: 21. května 2025 - Vydavatelství: Polydor, Interscope - Formát: Digitální stažení, CD, LP | bude oznámeno                 | bude oznámeno                 | bude oznámeno                 | bude oznámeno                 | bude oznámeno                 | bude oznámeno                 | bude oznámeno                 | bude oznámeno                 | bude oznámeno                 |

## Extended play
| Rok  | Album        | Detaily                                                                                              | Nejvyšší umístění v hitparádě | Nejvyšší umístění v hitparádě | Nejvyšší umístění v hitparádě | Nejvyšší umístění v hitparádě | Nejvyšší umístění v hitparádě | Nejvyšší umístění v hitparádě | Nejvyšší umístění v hitparádě | Nejvyšší umístění v hitparádě | Nejvyšší umístění v hitparádě |
| Rok  | Album        | Detaily                                                                                              | AUS                           | CZE                           | FRA                           | KAN                           | NĚM                           | RAK                           | ŠVÝ                           | UK                            | USA                           |
| ---- | ------------ | --- | ----------------------------- | ----------------------------- | ----------------------------- | ----------------------------- | ----------------------------- | ----------------------------- | ----------------------------- | ----------------------------- | ----------------------------- |
| 2008 | Kill Kill    | - Vydáno: 21. října 2008 - Vydavatelství: 5 Points - Formát: Digitální stažení                       | –                             | –                             | –                             | –                             | –                             | –                             | –                             | –                             | –                             |
| 2012 | Lana Del Rey | - Vydáno: 10. ledna 2012 - Vydavatelství: Polydor, Interscope - Formát: Digitální stažení            | –                             | –                             | –                             | 18                            | –                             | –                             | –                             | –                             | 20                            |
| 2012 | Paradise     | - Vydáno: 9. listopadu 2012 - Vydavatelství: Polydor, Interscope - Formát: Digitální stažení, CD, LP | 17                            | –                             | 12                            | 10                            | –                             | –                             | –                             | –                             | 10                            |
| 2013 | Tropico      | - Vydáno: 6. prosince 2013 - Vydavatelství: Polydor, Interscope - Formát: Digitální stažení          | –                             | –                             | –                             | –                             | –                             | –                             | –                             | –                             | –                             |

## Singly

### Jako hlavní umělec
| Rok  | Název písně                                                             | Pozice v mezinárodních žebříčcích | Pozice v mezinárodních žebříčcích | Pozice v mezinárodních žebříčcích | Pozice v mezinárodních žebříčcích | Pozice v mezinárodních žebříčcích | Pozice v mezinárodních žebříčcích | Pozice v mezinárodních žebříčcích | Pozice v mezinárodních žebříčcích | Pozice v mezinárodních žebříčcích | Album                             |
| Rok  | Název písně                                                             | AUS                               | CZE                               | FRA                               | KAN                               | NĚM                               | RAK                               | ŠVÝ                               | UK                                | USA                               | Album                             |
| ---- | ----------------------------------------------------------------------- | --------------------------------- | --------------------------------- | --------------------------------- | --------------------------------- | --------------------------------- | --------------------------------- | --------------------------------- | --------------------------------- | --------------------------------- | --------------------------------- |
| 2011 | „Video Games“                                                           | 23                                | 3                                 | 2                                 | 72                                | 1                                 | 2                                 | 2                                 | 9                                 | 91                                | Born to Die                       |
| 2011 | „Born to Die“                                                           | 34                                | 45                                | 13                                | –                                 | 29                                | 10                                | 13                                | 9                                 | –                                 | Born to Die                       |
| 2012 | „Blue Jeans“                                                            | –                                 | –                                 | 16                                | –                                 | –                                 | –                                 | 39                                | 32                                | –                                 | Born to Die                       |
| 2012 | „Summertime Sadness“                                                    | -                                 | 36                                | 56                                | -                                 | 4                                 | 8                                 | 3                                 | -                                 | 37                                | Born to Die                       |
| 2012 | „National Anthem“                                                       | –                                 | –                                 | 152                               | –                                 | –                                 | –                                 | –                                 | 92                                | –                                 | Born to Die                       |
| 2012 | „Blue Velvet“                                                           | -                                 | –                                 | 40                                | –                                 | 49                                | 40                                | 42                                | 60                                | –                                 | Paradise                          |
| 2012 | „Ride“                                                                  | 89                                | –                                 | 56                                | –                                 | 44                                | 63                                | 20                                | 32                                | –                                 | Paradise                          |
| 2013 | „Dark Paradise“                                                         | –                                 | –                                 | –                                 | –                                 | 45                                | 42                                | 48                                | –                                 | –                                 | Born to Die                       |
| 2013 | „Young and Beautiful“                                                   | 8                                 | 44                                | 31                                | 45                                | 50                                | 57                                | 31                                | 23                                | 22                                | The Great Gatsby                  |
| 2013 | „Summertime Sadness (Remix) (vs. Cedric Gervais)“                       | 3                                 | –                                 | 10                                | 7                                 | -                                 | -                                 | -                                 | 4                                 | 6                                 | Samostatný singl                  |
| 2013 | „Young and Beautiful (Remix) (vs. Cedric Gervais)“                      | -                                 | –                                 | -                                 | -                                 | -                                 | -                                 | -                                 | -                                 | -                                 | Samostatný singl                  |
| 2014 | „Once Upon a Dream“                                                     | 96                                | –                                 | 122                               | 79                                | –                                 | –                                 | –                                 | 60                                | 105                               | Maleficent                        |
| 2014 | „West Coast“                                                            | 44                                | –                                 | 34                                | 26                                | 22                                | 39                                | 13                                | 21                                | 17                                | Ultraviolence                     |
| 2014 | „Shades of Cool“                                                        | 50                                | 79                                | 37                                | 52                                | –                                 | –                                 | 43                                | 144                               | 79                                | Ultraviolence                     |
| 2014 | „Ultraviolence“                                                         | –                                 | 59                                | 88                                | 38                                | –                                 | –                                 | –                                 | 105                               | 70                                | Ultraviolence                     |
| 2014 | „Brooklyn Baby“                                                         | 35                                | –                                 | 33                                | 60                                | –                                 | 64                                | 16                                | 86                                | 101                               | Ultraviolence                     |
| 2014 | „Black Beauty“                                                          | –                                 | –                                 | –                                 | –                                 | –                                 | –                                 | –                                 | 179                               | –                                 | Ultraviolence                     |
| 2015 | „High by the Beach“                                                     | 51                                | 50                                | 14                                | 39                                | 75                                | 56                                | 58                                | 60                                | 51                                | Honeymoon                         |
| 2015 | „Music To Watch Boys To“                                                | –                                 | 72                                | 177                               | –                                 | –                                 | –                                 | –                                 | 186                               | –                                 | Honeymoon                         |
| 2017 | „Love“                                                                  | 41                                | 25                                | 12                                | 48                                | 68                                | 43                                | 27                                | 41                                | 44                                | Lust for Life                     |
| 2017 | „Lust for Life (feat. The Weeknd)“                                      | 44                                | 35                                | 19                                | 39                                | 65                                | 51                                | 48                                | 38                                | 64                                | Lust for Life                     |
| 2017 | „Summer Bummer (feat. ASAP Rocky & Playboi Carti)“                      | -                                 | -                                 | 133                               | 80                                | -                                 | -                                 | -                                 | 81                                | 123                               | Lust for Life                     |
| 2017 | „Groupie Love (feat. ASAP Rocky)“                                       | -                                 | -                                 | 127                               | -                                 | -                                 | -                                 | -                                 | -                                 | -                                 | Lust for Life                     |
| 2018 | „Mariners Apartment Complex“                                            | 93                                | -                                 | 35                                | -                                 | -                                 | -                                 | 89                                | 79                                | -                                 | Norman Fucking Rockwell           |
| 2018 | „Venice Bitch“                                                          | -                                 | -                                 | 95                                | -                                 | -                                 | -                                 | -                                 | -                                 | -                                 | Norman Fucking Rockwell           |
| 2019 | „Hope Is a Dangerous Thing for a Woman like Me to Have – but I Have It“ | -                                 | -                                 | 68                                | -                                 | -                                 | -                                 | -                                 | 99                                | -                                 | Norman Fucking Rockwell           |
| 2019 | „Doin' Time“                                                            | -                                 | 91                                | -                                 | -                                 | -                                 | -                                 | 74                                | 75                                | -                                 | Norman Fucking Rockwell           |
| 2019 | „Season of the Witch“                                                   | -                                 | -                                 | -                                 | -                                 | -                                 | -                                 | -                                 | -                                 | -                                 | Scary Stories to Tell in the Dark |

### Jako hostující umělec
| Rok  | Název písně                                           | Pozice v mezinárodních žebříčcích | Pozice v mezinárodních žebříčcích | Pozice v mezinárodních žebříčcích | Pozice v mezinárodních žebříčcích | Pozice v mezinárodních žebříčcích | Pozice v mezinárodních žebříčcích | Pozice v mezinárodních žebříčcích | Pozice v mezinárodních žebříčcích | Pozice v mezinárodních žebříčcích | Album        |
| Rok  | Název písně                                           | AUS                               | CZE                               | FRA                               | KAN                               | NĚM                               | RAK                               | ŠVÝ                               | UK                                | USA                               | Album        |
| ---- | ----------------------------------------------------- | --------------------------------- | --------------------------------- | --------------------------------- | --------------------------------- | --------------------------------- | --------------------------------- | --------------------------------- | --------------------------------- | --------------------------------- | ------------ |
| 2018 | „God Save Our Young Blood“ (Børns feat. Lana Del Rey) | -                                 | -                                 | -                                 | -                                 | -                                 | -                                 | -                                 | -                                 | -                                 | Blue Madonna |
| 2018 | „Woman“ (Cat Power feat. Lana Del Rey)                | -                                 | -                                 | -                                 | –                                 | -                                 | -                                 | -                                 | -                                 | –                                 | Wanderer     |

### Propagační singly
| Rok  | Název písně                        | Pozice v mezinárodních žebříčcích | Pozice v mezinárodních žebříčcích | Pozice v mezinárodních žebříčcích | Pozice v mezinárodních žebříčcích | Pozice v mezinárodních žebříčcích | Pozice v mezinárodních žebříčcích | Pozice v mezinárodních žebříčcích | Pozice v mezinárodních žebříčcích | Pozice v mezinárodních žebříčcích | Album            |
| Rok  | Název písně                        | AUS                               | CZE                               | FRA                               | KAN                               | NĚM                               | RAK                               | ŠVÝ                               | UK                                | USA                               | Album            |
| ---- | ---------------------------------- | --------------------------------- | --------------------------------- | --------------------------------- | --------------------------------- | --------------------------------- | --------------------------------- | --------------------------------- | --------------------------------- | --------------------------------- | ---------------- |
| 2012 | „Off to the Races“                 | –                                 | –                                 | –                                 | –                                 | –                                 | –                                 | –                                 | –                                 | –                                 | Born to Die      |
| 2012 | „Carmen“                           | –                                 | –                                 | –                                 | –                                 | –                                 | –                                 | –                                 | –                                 | –                                 | Born to Die      |
| 2013 | „Burning Desire“                   | –                                 | –                                 | –                                 | –                                 | –                                 | –                                 | –                                 | 172                               | –                                 | Paradise         |
| 2015 | „Terrence Loves You“               | –                                 | –                                 | 128                               | –                                 | –                                 | –                                 | –                                 | 188                               | –                                 | Honeymoon        |
| 2015 | „Honeymoon“                        | –                                 | –                                 | 154                               | –                                 | –                                 | –                                 | –                                 | –                                 | –                                 | Honeymoon        |
| 2017 | „Coachella - Woodstock In My Mind“ | -                                 | -                                 | 84                                | -                                 | -                                 | -                                 | -                                 | -                                 | -                                 | Lust for Life    |
| 2019 | „Looking for America“              | -                                 | -                                 | -                                 | -                                 | -                                 | -                                 | -                                 | -                                 | -                                 | Samostatný singl |

## Další skladby
- Následující skladby jsou zařazeny na albech či jiných projektech, na kterých se Lana Del Rey podílela.

| Rok  | Název                          | Další umělci                            | Album / Film                      | Poznámka                                          |
| ---- | ------------------------------ | --------------------------------------- | --------------------------------- | ------------------------------------------------- |
| 2006 | „Lover's Fate“                 | Alice BrightSky                         | Box of Me                         | doprovodné vokály                                 |
| 2010 | „Live My Life“                 | Tamarama                                | Tamarama                          | doprovodné vokály                                 |
| 2012 | „Big Spender“                  | Smiler                                  | All I Know                        | hostující umělec                                  |
| 2012 | „Dayglo Reflection“            | Bobby Womack                            | The Bravest Man in the Universe   | hostující umělec                                  |
| 2014 | „All for You“                  | French Montana, Wiz Khalifa, Snoop Dogg | Cokeboys 4                        | použit sampl skladby „Video Games“                |
| 2014 | „Big Eyes“                     | žádní                                   | Big Eyes                          | součást soundtracku k filmu                       |
| 2014 | „I Can Fly“                    | žádní                                   | Big Eyes                          | součást soundtracku k filmu                       |
| 2015 | „Wait for Life“                | Emile Haynie                            | We Fall                           | hostující umělec                                  |
| 2015 | „Life Is Beautiful“ (nevydáno) | žádní                                   | The Age of Adaline                | skladba se objevila pouze v ukázce k filmu        |
| 2015 | „Prisoner“                     | The Weeknd                              | Beauty Behind the Madness         | hostující umělec                                  |
| 2015 | „Some Things Last a Long Time“ | žádní                                   | Hi, How Are You Daniel Johnston?  | skladba se objevila ve filmu                      |
| 2016 | „Stargirl Interlude“           | The Weeknd                              | Starboy                           | hostující umělec                                  |
| 2016 | „Party Monster“                | The Weeknd                              | Starboy                           | doprovodné vokály                                 |
| 2018 | „Blue Madonna“                 | Børns                                   | Blue Madonna                      | doprovodné vokály                                 |
| 2018 | „Living with Myself“           | Jonathan Wilson                         | Rare Birds                        | doprovodné vokály                                 |
| 2018 | „You Must Love Me“             | žádní                                   | Unmasked: The Platinum Collection | skladba se objevila na albu Andrewa Lloyd Webbera |
| 2018 | „Elvis“ (nevydáno)             | žádní                                   | The King                          | skladba se objevila pouze v ukázce k filmu        |

## Videoklipy
| rok  | videoklip                                    | režie                         |
| ---- | -------------------------------------------- | ----------------------------- |
| 2008 | „Kill Kill“                                  | Lana Del Rey                  |
| 2009 | „Gramma“                                     | Lana Del Rey                  |
| 2009 | „Yayo“                                       | Lana Del Rey                  |
| 2009 | „Marmaid Motel“                              | Lana Del Rey                  |
| 2009 | „Put Me In A Movie“                          | Lana Del Rey                  |
| 2009 | „Brite Lites“                                | Lana Del Rey                  |
| 2009 | „Jump“                                       | Lana Del Rey                  |
| 2010 | „Lolita“                                     | Lana Del Rey                  |
| 2010 | „You Can Be the Boss“                        | Lana Del Rey                  |
| 2011 | „Diet Mountain Dew“                          | Lana Del Rey                  |
| 2011 | „Video Games“                                | Lana Del Rey                  |
| 2011 | „Blue Jeans“                                 | Lana Del Rey                  |
| 2011 | „Born to Die                                 | Yoann Lemoine                 |
| 2012 | „Blue Jeans“                                 | Yoann Lemoine                 |
| 2012 | „Carmen“                                     | Lana Del Rey                  |
| 2012 | „National Anthem“                            | Anthony Mandler               |
| 2012 | „Summertime Sadness“                         | Kyle Newman & Spencer Susser  |
| 2012 | „Summertime Sadness (Cedric Gervais remix)“  | Kyle Newman & Spencer Susser  |
| 2012 | „Blue Velvet“                                | Johan Renck                   |
| 2012 | „Ride“                                       | Anthony Mandler               |
| 2013 | „Burning Desire“                             | Ant Shurmer                   |
| 2013 | „Chelsea Hotel No. 2“                        | Ant Shurmer                   |
| 2013 | „Summer Wine“                                | Lana Del Rey                  |
| 2013 | „Young and Beautiful“                        | Chris Sweeney & Sophie Muller |
| 2013 | „Young and Beautiful (Cedric Gervais remix)“ | Chris Sweeney & Sophie Muller |
| 2014 | „West Coast“                                 | Vincent Haycock               |
| 2014 | „Shades of Cool“                             | Jake Nava                     |
| 2014 | „Ultraviolence“                              | Francesco Carrozzini          |
| 2015 | „Honeymoon“                                  | Francesco Carrozzini          |
| 2015 | „High by the Beach“                          | Jake Nava                     |
| 2015 | „Music To Watch Boys To“                     | Kinga Burza                   |
| 2016 | „Freak“                                      | Lana Del Rey                  |
| 2017 | „Love"                                       | Rich Lee                      |
| 2017 | „Lust for Life“                              | Rich Lee                      |
| 2017 | „White Mustang“                              | Rich Lee                      |
| 2018 | „Mariners Apartment Complex“                 | Chuck Grant                   |
| 2018 | „Venice Bitch“                               | Chuck Grant                   |
| 2019 | „Fuck It I Love You“/„The Greatest“          | Rich Lee                      |